# دومباروفسكي
دومباروفسكيي (بالروسية: Домбаровский) هي قاعدة طائرات اعتراضية في مقاطعة أورينبرغ أوبلاست في روسيا. وهي تبعد 6 كم شمال غرب قرية دومباروفسكي التي تقع قرب ياسني